# Коренева, Раиса Александровна
Раиса Александровна Коренева (в замужестве Гарднер; 1840 — 1916) — русская писательница и переводчица
.

## Биография
Двоюродная сестра Д. И. Писарева и приёмная дочь его матери. Писарев с детства любил Кореневу и надеялся, что она станет его женой, но она предпочла ему другого. С 1859 стала помещать свои рассказы (за анаграммой Авенерок) в «Развлечении», затем напечатала: «Пустушков», повесть («Русский Вестник» 1860, № 6) и «Всякому своё», роман (там же, 1862, № 6—7). Сотрудничала в «Друге Женщин», занималась переводами с польского языка.